# Нарайл (округ)
Нарайл (бенг. নড়াইল জেলা, англ. Narail District) — округ на юго-западе Бангладеш, в области Кхулна. Образован в 1984 году. Административный центр — город Нарайл. Площадь округа — 990 км². По данным переписи 2001 года население округа составляло 689 021 человек. Уровень грамотности взрослого населения составлял 35,65 %, что немного ниже среднего уровня по Бангладеш (43,1 %). 75,56 % населения округа исповедовало ислам, 24,31 % — индуизм.

## Административно-территориальное деление
Округ состоит из подокругов.
Подокруга (центр)
1. Нарайл-Садар (Нарайл)
2. Калия (Калия)
3. Лохагара (Лохагара)